# Christian Troubé
Christian Troubé, né le 30 janvier 1953 à La Rochelle (Charente-Maritime), est un journaliste, écrivain et essayiste français.

## Biographie
Christian Troubé a commencé sa carrière au quotidien Sud Ouest en 1970. Depuis 1980, il est journaliste à l'hebdomadaire La Vie, où il a exercé différentes fonctions. Grand reporter, il s'est spécialisé dans les questions concernant les rapports Nord-Sud et l'humanitaire. Il est rédacteur en chef de l'hebdomadaire La Vie depuis 2004, après avoir été directeur du mensuel Croissance, spécialisé dans les questions de développement de 1990 à 2000. Il est l'auteur de nombreux ouvrages sur l'humanitaire et administrateur de l'ONG Action contre la faim depuis 2003.